# Idool van Pomos

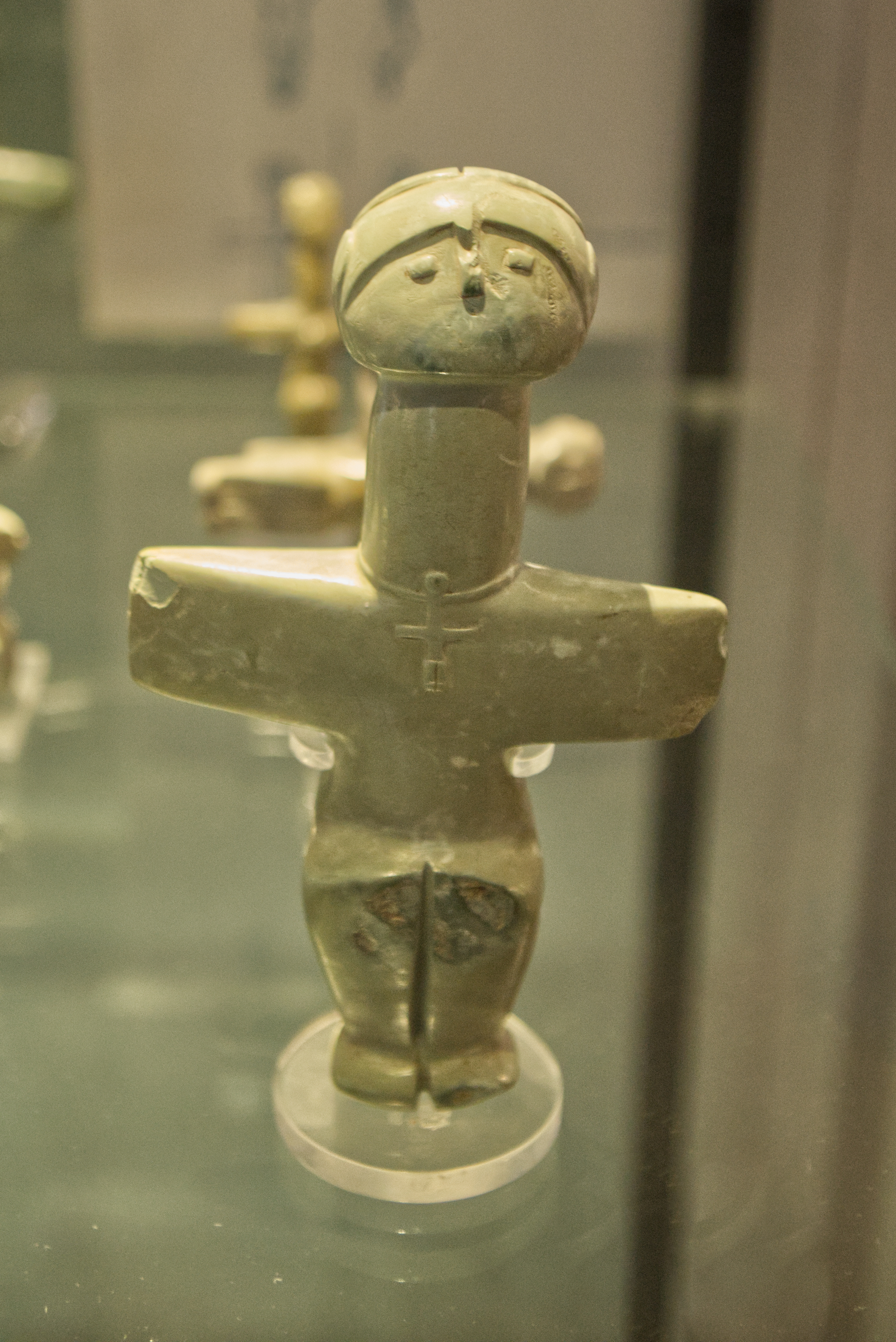

Het Idool van Pomos is een kopertijd beeldje dat gevonden is in het dorp Pomos, in het westen van Cyprus. Het stamt ongeveer uit het jaar 3000 v.Chr. Tegenwoordig staat het in het archeologisch museum van Nicosia.
Het beeldje stelt een mens voor die zijn armen gespreid houdt. Deze vorm werd waarschijnlijk als symbool voor de vruchtbaarheid gebruikt. Dit soort beeldjes zijn in grote aantallen gevonden in Cyprus. Kleinere versies werden vaak als amulet om de nek gedragen.
Omdat het een typisch voorbeeld is van prehistorische Cypriotische kunst, is het afgebeeld op de Cypriotische euromunten van 1 en 2 euro.